# 澤列尼蓋 (扎列希基區)
48°40′43″N 25°39′32″E / 48.67861°N 25.65889°E
澤列尼蓋（烏克蘭語：Зелений Гай），是烏克蘭的村落，位於該國西部捷爾諾波爾州，由喬爾特基夫區負責管轄，始建於1578年，面積16.1平方公里，2001年人口592，人口密度每平方公里36.8人。